# Bassie & Adriaan: Het Geheim van de Sleutel
Bassie en Adriaan: Het geheim van de sleutel (originele titel: De nieuwe avonturen van Bassie en Adriaan) (1978-1979) is de tweede televisieserie van het Nederlandse televisieduo Bassie en Adriaan.

## Verhaal
Bassie en Adriaan hebben plannen om op vakantie te gaan naar Benidorm: even tot rust komen. Maar door een misverstand komen ze in het bezit van een sleutel die oorspronkelijk van een boevenbende is, waar de boeven B1 en B2 bij horen. De sleutel is van een kluis waar diamanten in zitten die ze gestolen hebben. B1 en B2 moeten van de Boevenbaas deze sleutel in bezit krijgen. De boeven proberen allerlei middelen voor het terugkrijgen van de sleutel. Door een stomme fout snijdt B2 zelfs de remleidingen door van de auto van Bassie en Adriaan. Ze zijn tot alles in staat, ze moeten en zullen de sleutel terugkrijgen. Bassie wordt op het einde zelfs ontvoerd, en Adriaan kan hem alleen terugkrijgen in ruil voor de sleutel. Met een valse sleutel slaagt hij erin om Bassie te bevrijden. Door een list van het duo slagen ze er niet veel later in om de bende te laten arresteren.

## Achtergrond
De serie werd in zijn originele vorm in 1980 door de TROS herhaald. Sinds 1984 ontbraken er twee afleveringen. Toen werd de serie opnieuw gemonteerd zodat het weer een passend verhaal werd. Deze werd in 1985 uitgezonden door de TROS. Later in maart 1991 werd de serie ingekort op speelfilmlengte van anderhalf uur uitgebracht op video. Dit was een heruitgave van de huurvideo, die sinds 1989 verkrijgbaar was. Vanaf 1992 was de serie gehermonteerd te zien in tien afleveringen op Kindernet. Van 23 november 1992 tot 25 januari 1993 werd deze versie uitgezonden door de TROS. In 2002 werd het originele film- en geluidsmateriaal opgepoetst, digitaal geremasterd en uitgebracht op dvd met deels nieuwe muziekarrangementen. In 2005 kwam er een opnieuw gehermonteerde versie uit op dvd met een van de twee verloren afleveringen die inmiddels was gevonden. In 2018 werd het oorspronkelijke einde van de serie op het YouTubekanaal geplaatst, dat sinds de nabewerking was verwijderd. In 2019 werd de nieuwste nabewerking van de hele serie op het officiële YouTubekanaal geplaatst, inclusief de verloren aflevering.

## Personages
| Personage                                                     | Acteur          |
| ------------------------------------------------------------- | --------------- |
| Bassie                                                        | Bas van Toor    |
| Eigenaar waterscooter                                         | Bas van Toor    |
| Adriaan                                                       | Aad van Toor    |
| B1                                                            | Willem Sibbelee |
| B2                                                            | Harry Dikmans   |
| De Boevenbaas                                                 | Paul Meijer     |
| André du Lord                                                 | Aart de Heer    |
| Douanier                                                      | Peter Koghee    |
| Man op het vliegveld                                          | Guus Hermus     |
| Jongen op het vliegveld                                       | Daniel van Toor |
| Jongen bij zwembad                                            | Daniel van Toor |
| Poncho de bandiet                                             | Pepe García     |
| Sterke indiaan                                                | Rob Hein        |
| Inspecteur van politie                                        | Ton Willebrands |
| Man bij vliegveld in winkeltje voor het liedje Raar maar waar | Guus Verstraete |
| Man die slagroom in zijn gezicht krijgt                       | Guus Verstraete |
| Vrouw in reisbureau                                           | Geert de Jong   |

## Afleveringen
| №  | Titel                                                                                        | Eerste uitzenddatum |
| -- | -------------------------------------------------------------------------------------------- | ------------------- |
| 1  | De klapband                                                                                  | 9 oktober 1978      |
| 2  | Het nieuwe nummer (Verloren aflevering. Voor uitleg, zie kopje 'Verloren afleveringen')      | 6 november 1978     |
| 3  | Vakantieplannen                                                                              | 16 november 1978    |
| 4  | Op weg naar het vliegveld                                                                    | 1 december 1978     |
| 5  | In het vliegtuig                                                                             | 4 december 1978     |
| 6  | Spanje                                                                                       | 1 januari 1979      |
| 7  | Het Spaanse restaurant (Verloren aflevering. Voor uitleg, zie kopje 'Verloren afleveringen') | 29 januari 1979     |
| 8  | Het uitstapje                                                                                | 26 februari 1979    |
| 9  | Het auto-ongeluk                                                                             | 26 maart 1979       |
| 10 | Het geheim van de sleutel                                                                    | 3 mei 1979          |
| 11 | De ontvoering                                                                                | 21 mei 1979         |
| 12 | Een sleutel als losgeld                                                                      | 3 juni 1979         |
| 13 | De ontknoping                                                                                | 30 juni 1979        |

Later zijn de afleveringen in de (na)bewerking gehermonteerd.
| №  | Titel                   |
| -- | ----------------------- |
| 1  | De klapband             |
| 2  | Het nieuwe nummer       |
| 3  | Vakantieplannen         |
| 4  | Op reis naar Spanje     |
| 5  | Een luie vakantie       |
| 6  | Een leuk Spaans dorp    |
| 7  | Het auto-ongeluk        |
| 8  | Een dagje vissen        |
| 9  | De ontvoering           |
| 10 | Een sleutel als losgeld |
| 11 | De ontknoping           |

## Liedjes
Tekst en muziek: Aad van Toor, Bas van Toor, Rinus van Galen
| Nummer | Liedje                  | Opmerking |
| ------ | ----------------------- | --- |
| 1      | Goeiemorgen             | |
| 2      | De show gaat beginnen   | |
| 3      | Veilig oversteken       | |
| 4      | Naar bed                | |
| 5      | Uno, dos, tres          | |
| 6      | De Spaanse zon          | Twee keer, sinds de dvd uitgave uit 2005 maar één keer. In de geknipte video-uitgaven van anderhalf uur slechts het couplet. In 2023 door Mart Hoogkamer bewerkt naar In Spanje |
| 7      | Rare dingen             | |
| 8      | Wij zijn reuzen         | |
| 9      | Benidorm                | |
| 10     | De prins en de kikker   | |
| 11     | Bassie en zijn vriendje | Zat verwerkt in verloren aflevering Het Spaanse restaurant |
| 12     | De spijskaart           | Zat verwerkt in verloren aflevering Het Spaanse restaurant. |
| 13     | *(De Spaanse zon)       | |
| 14     | Ezelballade             | Dit was het enige liedje dat in zijn geheel overbleef in de geknipte videouitgaven van anderhalf uur.                                                                           |
| 15     | Altijd blijven lachen   | |
| 16     | Geld, geld, geld        | |
| 17     | Kapitein Bassie         | |
| 18     | Heimwee van een clown   | |
| 19     | Eenzame Bassie          | |
| 20     | Op de kermis            | |

## Achtergrondmuziek
| Uitvoerder (+ muziekschrijver)             | Titel                              | Gebruikt in/bij | Album                                                                        |
| ------------------------------------------ | ---------------------------------- | --- | ---------------------------------------------------------------------------- |
| Hans Ehrlinger                             | Ronald The Duck                    | Bassie rent snel weg van het jachtluipaard, Lisa                                                                                            | Retro Movies                                                                 |
| Los Pekenikes                              | Musical 2000                       | - Achtervolging op circuit - Adriaan klimt via het balkon van het Spaans hotel om bij de boeven naar binnen te komen om ze te overmeesteren | 20 grandes èxitos-Los Pekenikes                                              |
| Eumir Deodato (Claude Debussy)             | Prelude To The Afternoon Of A Faun | Bassie op lopende band met koffer | Prelude (Deodato)                                                            |
| Maurice Jarre                              | Komarovsky with Lara in the hotel  | De boeven hebben een verrassing voor Bassie terwijl Bassie wacht op de lift                                                                 | Onbekend                                                                     |
| The Temptations (N. Whitfield / B. Strong) | Papa Was a Rollin' Stone           | Adriaan duikt naar de sleutel | Onbekend                                                                     |
| Rinus van Galen (J. Whitney/A. Kramer)     | Money is the root of all evil      | Droomwereld 'Bassie terug bij Adriaan' | Music, Music, Music - Martin Gale                                            |
| Rinus van Galen (V. Youmans/I. Caesar)     | Tea for two                        | Droomwereld 'Bassie terug bij Adriaan' | Music, Music, Music - Martin Gale                                            |
| Isaac Hayes                                | Theme from Shaft                   | Ontvoering op vliegveld | Onbekend                                                                     |
| Maurice Ravel                              | Bolero                             | Droomwereld 'Bassie' | Onbekend                                                                     |
| Ennio Morricone                            | El bueno, El feo y el malo         | Droomwereld 'met Mexicanen' | The good, the bad and the ugly                                               |
| Ennio Morricone                            | El fuerte                          | Droomwereld 'bij de Mexicanen' | The good, the bad and the ugly                                               |
| (R. Fuentes/S. Vargas)                     | La Negra                           | Droomwereld 'bij de Mexicanen' | Aqui Mexico!                                                                 |
| Mike Oldfield                              | Tubular Bells                      | diverse scènes | Tubular Bells - Mike Oldfield 1973                                           |
| Rick van der Linden                        | Super dream GT                     | Achtervolging met waterscooter | GX1-Rick van der Linden                                                      |
| Rick van der Linden                        | GX 1                               | Parachutsprong Adriaan | GX1-Rick van der Linden                                                      |
| John Reids & Frans Peters                  | Noodweer                           | Voordat B1 en B2 Bassie en Adriaan volgen vanaf het reisbureau (als B! vraagt waar is de (auto)sleutel)                                     | Muziekfragmenten voor Dia's en Films (sfeermuziek voor verschillende scènes) |
| John Reids & Frans Peters                  | File                               | B1 en B2 volgen Bassie en Adriaan vanaf het reisbureau richting de kruising Grote Kerkstraat.                                               | Muziekfragmenten voor Dia's en Films (sfeermuziek voor verschillende scènes) |
| John Reids & Frans Peters                  | Angstsyndroom                      | Bassie wordt ongerust, maar dan heeft Adriaan de sleutel                                                                                    | Muziekfragmenten voor Dia's en Films (sfeermuziek voor verschillende scènes) |
| John Reids & Frans Peters                  | S.O.S.                             | Bassie graaft op het strand een kuil voor Adriaan.                                                                                          | Muziekfragmenten voor Dia's en Films (sfeermuziek voor verschillende scènes) |
| John Reids & Frans Peters                  | Professor X                        | Als Bassie alleen is op het strand en B1 en B2 de sleutel willen pakken. Ook gebruikt in het spookhuis op de kermis.                        | Muziekfragmenten voor Dia's en Films (sfeermuziek voor verschillende scènes) |

Het kan zijn dat een nummer meerdere keren is gebruikt voor een scène.
Enkele jaren later werd muziek uit de serie Bassie & Adriaan: Het Geheim van de Schatkaart toegevoegd aan de serie. Dit is te horen in de korte videoversie van 1991.
| Uitvoerder (+ muziekschrijver) | Titel         | Gebruikt in/bij                                                                       | Album                                    |
| ------------------------------ | ------------- | ------------------------------------------------------------------------------------- | ---------------------------------------- |
| Harry Forbes                   | Easy work     | Inpakken van de koffers in de caravan                                                 | PML63 - New Technology Volume 3 - (1982) |
| R. Jackson                     | Datamation    | Bassie en Adriaan krijgen in de gaten dat ze gevolgd worden op weg naar het vliegveld |                                          |
| Aad van Toor                   | Boevendeuntje | Wanneer B1 en B2 in beeld verschijnen achter een krant in het vliegtuig               |                                          |

Tijdens de digitale nabewerking in 2002 werden deze toevoegingen uit 1991 weggehaald en werden er nieuwe achtergrondnummers toegevoegd aan scènes waar oorspronkelijk geen muziek in voor kwam. Deze muziek werd in 1997 gecomponeerd door Aad van Toor en Bert Smorenburg voor de series De Geheimzinnige Opdracht en De reis vol verrassingen. Ook tijdens de nabewerking van de verloren aflevering in 2005 werd deze muziek toegevoegd. Deze achtergrondmuziek is te beluisteren via:
- de cd Bassie en Adriaan Original Soundtrack Album uit 2004,
- het digitale Bassie en Adriaan Original Soundtrack Album deel 2 uit 2013.

## Verloren afleveringen
In 1984 verkocht producent Joop van den Ende de televisieserie aan TV Aruba & Curaçao, echter ontbraken twee afleveringen: Het nieuwe nummer en Het Spaanse restaurant. Van den Ende heeft toen aan Aad van Toor gevraagd of hij het resterend filmmateriaal zo kon monteren dat het weer een doorlopend verhaal was. 
Vervolgens verleende Joop van den Ende B.V. bij een overeenkomst in 1986 een licentie voor het uitbrengen van Het Geheim van de Sleutel en De Diamant op video voor huishoudelijk gebruik in Nederland en België. Aad van Toor heeft toen het materiaal van deze serie gehermonteerd naar een speelfilmlengte van 88 minuten met muziektoevoegingen uit Het Geheim van de Schatkaart. Deze licentie liep af in maart 1991. Aad van Toor heeft hierna de exploitatierechten gekocht.
In 2002 verscheen de serie op VHS en dvd met een duur van 203 minuten, echter ontbraken nog steeds de twee afleveringen zoals bij de gehermonteerde televisieversie uit 1985.
In 2004 werd uiteindelijk bij het NOB-archief het filmmateriaal teruggevonden van de aflevering Het nieuwe nummer. Deze werd gerestaureerd en daarna met de rest van de serie nogmaals uitbracht op een speciale dvd-versie in 2005.
Opvallend is dat in deze versie nu korte scènes uit andere afleveringen ontbreken die wel op de dvd-uitgave staan uit 2002. Zo wordt het liedje Spaanse zon nu slechts eenmaal gezongen (gezongen in Nederland). Op de dvd-uitgave uit 2002 is overigens de tweede versie (gezongen in Spanje) van het nummer ingekort. Hierbij zingen Bassie en Adriaan alleen twee keer het refrein. Op het officiële YouTubekanaal van Bassie en Adriaan staat de tweede versie wel in zijn geheel. Deze scène is chronologisch te plaatsen vanaf 1.47:22 (versie uit 2005). Ook ontbreekt er in de dvd-uitgave van 2005, die dus wel in de 2002 dvd-uitgave te zien is, de scène dat Bassie de sleutel in een vaas stopt voordat ze gaan zwemmen. Deze scène is verwijderd omdat Bassie later de sleutel gewoon om zijn nek heeft. Dit komt omdat de in de verloren aflevering Het Spaanse restaurant de vaas wordt omgegooid en de boeven de sleutel vinden, die later door Bassie en Adriaan weer wordt afgepakt. Op deze manier wordt een continuïteitsfout voorkomen die ontstaan is door het ontbreken van de verloren aflevering. Deze scène is chronologisch te plaatsen vanaf 1.34:30 op de dvd-uitgave van 2005.
De originele filmrol van de aflevering Het Spaanse restaurant is nog steeds zoek. Begin 2007 kon men wel in lage kwaliteit en opgesplitst in vijf fragmenten de aflevering bekijken op de homepage van Aad van Toor. Het beeldmateriaal was afkomstig van een VCR, waardoor de kwaliteit van het beeld en geluid niet voldoende is om te hermonteren tussen de andere afleveringen. Niet veel later zijn de fragmenten offline gehaald waarna ze op 29 maart 2019 weer terugkeerden op het officiële YouTubekanaal van Bassie en Adriaan. Al eerder stonden daar de liedjes De spijskaart en Bassie en zijn vriendje afkomstig uit deze aflevering, net als de droomwereld In Japan. De aflevering is chronologisch te plaatsen vanaf 1.44:28 op de dvd-uitgave van 2005.

## Ingekorte filmversie
De ingekorte filmversie van anderhalf uur op VHS begint met een aantal korte fragmenten als vooruitblik. Hieruit blijkt dat de sleutel per ongeluk is afgegeven aan Bassie en Adriaan en dat de boevenbaas B1 en B2 de opdracht geeft om achter hen aan te gaan. Na de leader start het verhaal vanaf het moment dat Bassie zijn koffer inpakt, wat overeenkomt met tijdstip 52:25 op de dvd-uitgave uit 2005.
De montage is aangepast, zodat Bassie en Adriaan op weg naar het vliegveld een klapband krijgen, in plaats van naar de winkel om een kooitje voor de parkiet Sweety te kopen. Alle droomscènes zijn verwijderd; sommige hiervan verschenen later op de speciale videoband 10 jaar Bassie & Adriaan. Wat betreft de liedjes bleef alleen Ezelballade volledig intact. Van het nummer De Spaanse zon is slechts het couplet te horen, in de versie die in Nederland wordt gezongen.
De scène waarbij de auto van Bassie en Adriaan niet wil remmen is in deze versie langer en er wordt bij een bepaald gedeelte van de scène een andere take gebruikt. De lange versie met de rem van de auto is te zien op de dvd Winterpret.

## Uitgave
| Jaar | Uitgever             | Medium     | Lengte  | Opmerking |
| ---- | -------------------- | ---------- | ------- | --- |
| 1991 | CNR                  | VHS        | 88 min  | Met enkele toevoeging achtergrondmuziek afkomstig uit Bassie & Adriaan: Het Geheim van de Schatkaart. De kaft heeft een rode rand. In 1992 werd deze versie uitgebracht met andere intro beelden en de kleur van de begin en eindaftiteling zijn gewijzigd van wit naar geel. In 1996 werd deze versie opnieuw uitgebracht in combinatie met een puzzel van de videohoes. De kaft heeft een getekende achtergrond in de vorm van een landkaart. |
| 2002 | Bridge Entertainment | VHS en dvd | 203 min | De complete serie (met uitzondering van de twee verloren afleveringen) digitaal opgeknapt als VHS dubbelbox en één dvd. Deze versie bevat toevoeging achtergrondmuziek Aad van Toor en Bert Smorenburg. De toevoeging uit 1990 is verwijderd. |
| 2005 | Bridge Entertainment | dvd        | 220 min | Heruitgave 2002 met nu inclusief de verloren aflevering Het nieuwe nummer. In deze uitgave ontbreken echter nu twee scènes uit de vorige versie: het liedje De Spaanse zon ditmaal gezongen in Benidorm en Bassie die de sleutel in de vaas legt voordat hij gaat zwemmen. Deze versie werd in 2006 uitgebracht op 2 dvd's en in 2011 en in 2015 weer op 1 dvd.                                                                                 |

## Stripboek
Er zijn ook twee stripboeken verschenen van dit verhaal in 1983, met als titels Het geheim van de sleutel en De ontvoering. De tekst is van Aad van Toor (onder de naam Adrie van Toor) en de tekeningen zijn van Frans Verschoor. De loop van het stripverhaal bevat een aantal verschillen met de televisieserie. Zo is de boevenbaas, die in de strip BB heet, ook aanwezig in Spanje en gaat zelf ook met B1 en B2 mee op pad. Aan het eind van het tweede stripboek wordt Bassie meegenomen naar een grot alwaar hij gevangen wordt gezet. Bassie en Adriaan worden bovendien niet vergezeld door de parkiet Sweety, die Bassie in de televisieserie van André du Lord heeft gekregen, maar door een pratende papegaai genaamd Kobus. Dit kwam omdat de parkiet Sweety in het echt al gestorven was. De strips zijn te lezen op de website van Aad van Toor.

## Trivia
- De auto van Bassie en Adriaan is een Matra-Simca Rancho. Tijdens de opnames werden in totaal twee auto's gebruikt, waardoor de auto in deze serie twee verschillende kentekens heeft '33-XP-86' en '53-TA-98'.
- Oorspronkelijk zou Jaap Stobbe terugkeren in de rol van Douwe. Hij stond echter avond aan avond in de show van De Mounties, wat de oorzaak was van gebrek aan tijd.[6] Zijn plaats als vriend van Bassie en Adriaan werd ingenomen door Aart de Heer als goochelaar André du Lord. Hij is tevens de halfbroer van Bas en Aad.
- Dit is de laatste serie met Paul Meijer. Hiervoor was hij al te zien in De Plaaggeest als circusdirecteur. In de volgende serie werd zijn rol echter overgenomen door Frans Kokshoorn. Dit komt door de slechte gezondheid waarin Meijer verkeerde.
- De vrouwen die opgetild worden door Bas en Aad tijdens het lied De show gaat beginnen zijn Coby, de vrouw van Bas, en Sjaan, de toenmalige vrouw van Aad (scheiding vond plaats in 1980). Met zijn vieren vormden zij de The Four Crocksons. Ook zijn ze te zien samen met Andre du Lord als Bassie en Adriaan wegrijden van het circus op weg naar Spanje, net voor het liedje De Spaanse zon. Hiernaast zitten ze aan tafel tijdens de droom Bassie als Spaanse danser en in het oorspronkelijke einde van de serie in de caravan.
- In het eerste shot, waarbij Bassie aanstalten maakt de caravan uit te lopen, draagt hij een slaapmuts. In het volgende shot, genomen vanaf de buitenkant van de caravan, draagt Bassie plots geen slaapmuts (dvd 0:00:42).
- Als Bassie met een jachtluipaard loopt (dvd 0:04:00) heeft hij de sleutel al om zijn nek hangen, terwijl dat volgens de loop van het verhaal niet zou moeten.
- Wanneer Bassie en Adriaan de reis gaan boeken in het reisbureau zegt Adriaan achteraf in de voice-over dat ze over een paar dagen op vakantie gaan. Op de dag van de vlucht naar Spanje komt B1 in het reisbureau en zegt echter dat gisteren Bassie en Adriaan een reis hebben geboekt, hij wil weten waarnaartoe, dit klopt dus niet.
- Autocoureur Rob Slotemaker en zijn team deden de achtervolgingsstunts op het circuit in Zandvoort.
- De stem van de bandiet in de droom van Bassie in het Wilde Westen wordt ingesproken door Aad van Toor.
- De fragmenten op 09:10 tot 9:22 en 39:19 tot 39:24 (dvd versie 2005) zijn later gefilmd dan de rest van de scènes. Bassie draagt hierin de pruik uit de vervolgserie De Diamant.
- De geboortedatums die Bassie en Adriaan geven aan de hotelmedewerkster zijn de echte geboortedatums van Bas en Aad van Toor.
- Het oorspronkelijke einde van de serie, waarbij de acteurs in de caravan zitten en nog eenmaal terugblikken op/samenvatten wat er gebeurd is, is op de dvd- en VHS-uitgaven niet te zien. Deze staat wel op het YouTubekanaal van Bassie & Adriaan.